# Acalypha zeyheri
Acalypha zeyheri är en törelväxtart som beskrevs av Henri Ernest Baillon. Acalypha zeyheri ingår i släktet akalyfor, och familjen törelväxter. Inga underarter finns listade i Catalogue of Life.